# IFA F8

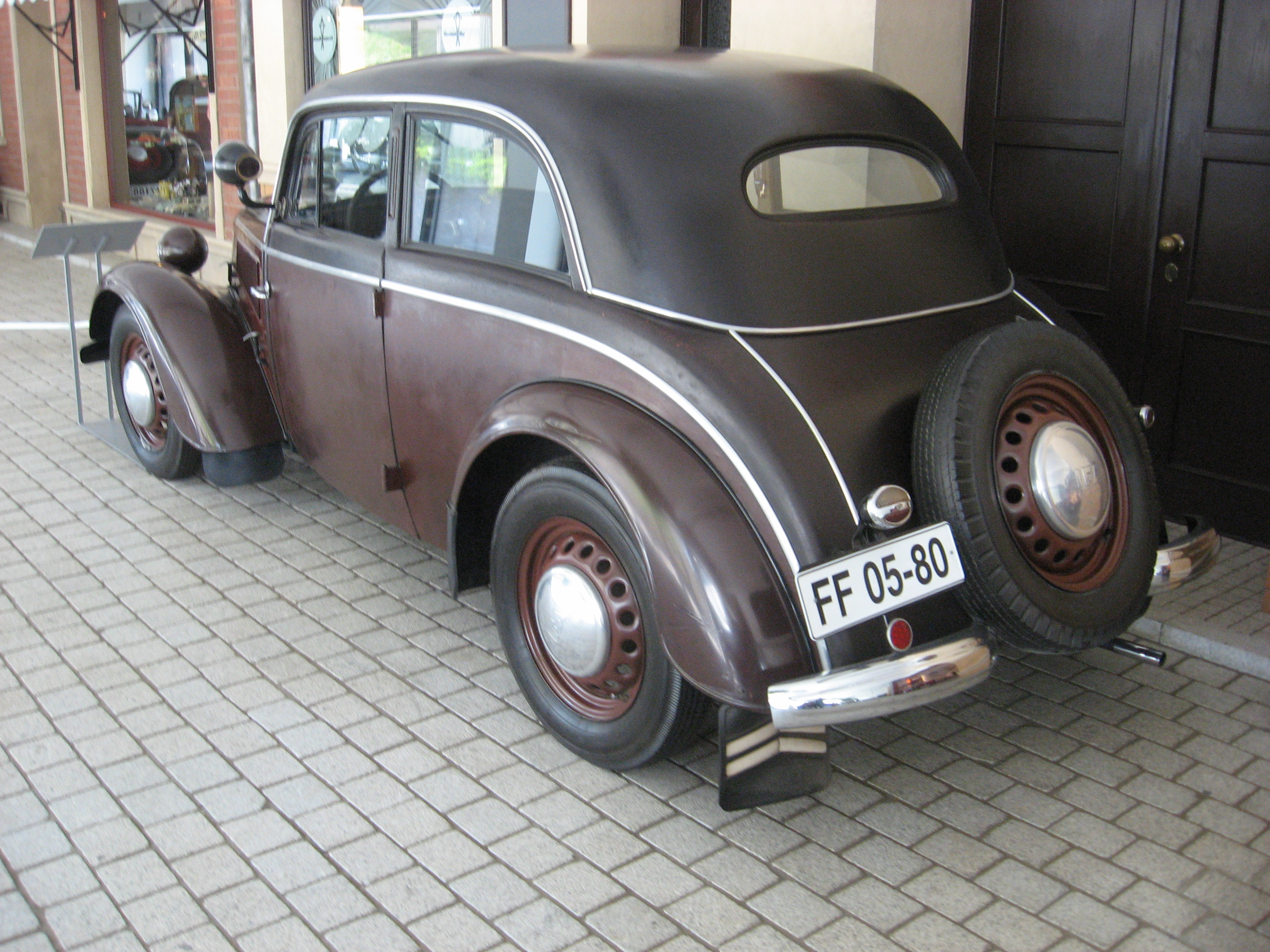
Vista traseira do IFA F8 sedã

O IFA F8 foi um automóvel produzido entre 1949 e 1955 na Alemanha Oriental pelo conglomerado industrial alemão Industrieverband Fahrzeugbau (IFA), na antiga fábrica da Auto Union de Zwickau. Ele é um desenvolvimento quase idêntico do DKW F8 pré-guerra, que foi produzido entre 1939 e 1942.

## História
Em 1945, após a Segunda Guerra Mundial, a fábrica de Zwickau passou a operar sob controle soviético. A fábrica planejava retomar a produção de novos automóveis baseados no modelo DKW F8 do pré-guerra já em 1946. O primeiro veículo recém-construído foi apresentado na feira de Leipzig em 1947 sob o nome DKW-IFA F8. Em 1948, três protótipos foram apresentados em Karlshorst. 
A produção do IFA F8 começou em ou antes de 1949. No entanto, a produção deste modelo tradicional logo seria descontinuada. No entanto, grandes encomendas estrangeiras levaram a produção a continuar em 1953, com algumas melhorias detalhadas sendo feitas, como uma suspensão das rodas dianteiras modificada. Modelos conversíveis adicionais foram adicionados à linha. Até a produção finalmente parar em 1955, cerca de 25.000 IFA F8 saíram da linha de montagem. A produção de carrocerias de reposição para a perua continuou em Meerane até 1964, com o tempo de trabalho necessário sendo mais que o dobro do necessário para produzir uma carroceria da perua Trabant.

## Carroceria
Enquanto o original, o DKW F8, era fabricado apenas como furgão, sedã e conversível, o novo IFA F8 também foi construído como perua e caminhão-plataforma e, portanto, poderia ser usado de diversas maneiras. A carroceria era feita de madeira e revestida com couro artificial. Chapa de aço foi usada nos para-lamas e no capô, incluindo a grade do radiador. A carroceria conversível era totalmente coberta com chapa metálica. A partir de fevereiro de 1953, os capôs e outras peças do conversível foram feitos de plástico proprietário. Os conversíveis de luxo e os conversíveis com carrocerias especiais da encarroçadora Dresden foram apresentados pela primeira vez na feira de Leipzig em 1953.

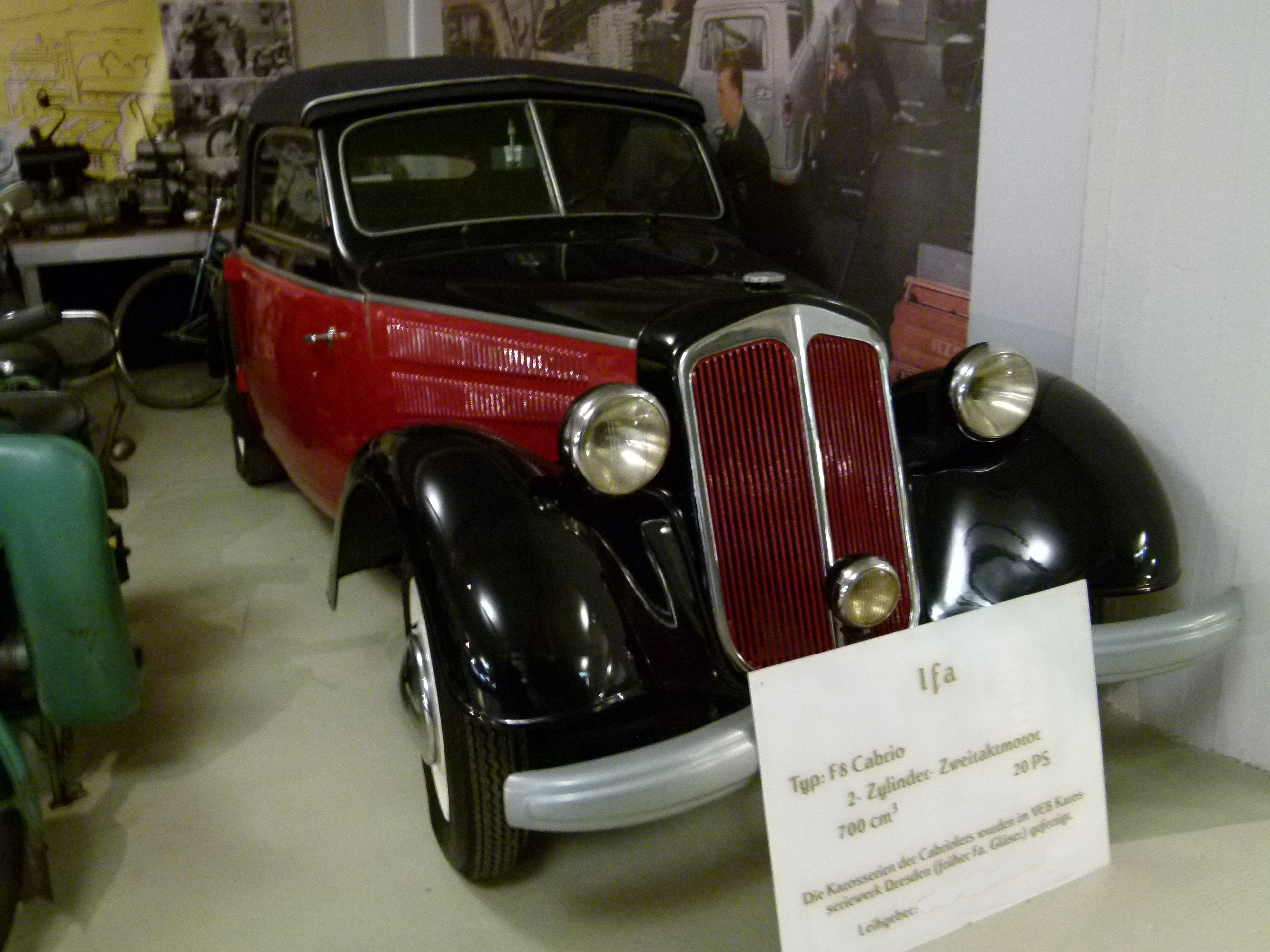
IFA F8 Cabrio
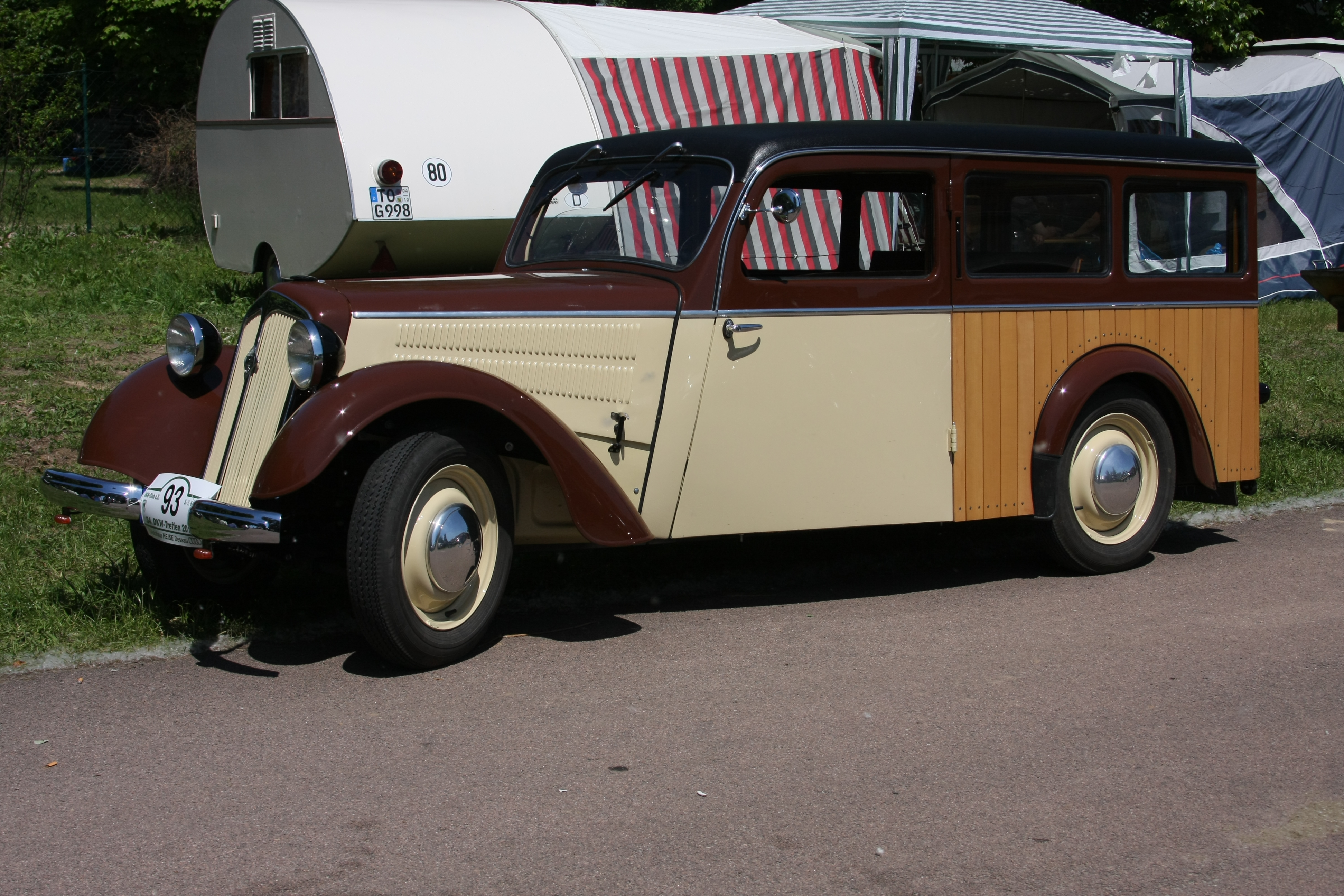
IFA F8 Kombi
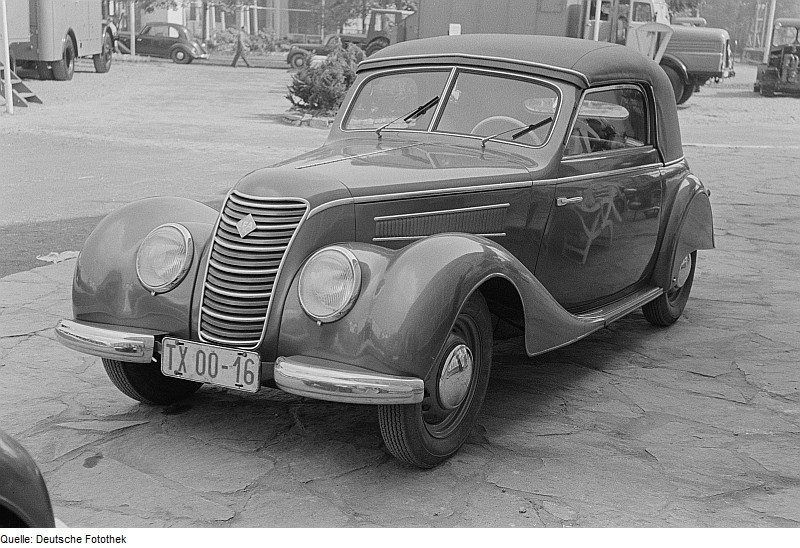
IFA F8 Export-Cabriolet, da encarroçadora Dresden

## Dados técnicos
O IFA F8 usava o motor de dois tempos e dois cilindros em linha de 692 cc do DKW F8 'Meisterklasse'. O motor possuía 20 cv e velocidade máxima de 85 km/h. Após a guerra, foi produzido na fábrica de motores de Chemnitz. A tecnologia do motor de dois tempos com limpeza reversa Schnürle instalada atrás do eixo dianteiro incluía resfriamento por termossifão e o carburador de fluxo plano H30 da fábrica de carburadores de Berlim. A potência era transmitida às rodas dianteiras através de uma caixa de câmbio manual de três velocidades (com roda livre travável em todas as três marchas). O F8 era iniciado com Dynastart – uma combinação de motor de arranque e alternador.
As rodas dianteiras eram suspensas por uma mola transversal superior e braços da sorte inferiores. Na traseira, o carro tinha o chamado eixo flutuante, um eixo rígido com mola transversal elevada e braços de arrasto. Amortecedores de alavanca hidráulica foram instalados nos eixos dianteiro e traseiro. Havia freios mecânicos duplex (freios a tambor) nas quatro rodas. A direção era de cremalheira e pinhão com dentes retos.